# Villa García-Manga Rural
Villa García-Manga Rural és un barri compost (barrio compuesto) del nord-est del departament de Montevideo, Uruguai. És una zona plena de granges i amb escassos centres urbans. Un bon grup de fàbriques, però, té les seves instal·lacions en aquesta zona.
Villa García-Manga Rural serveix de límit entre el barri de Manga urbà i el departament de Canelones, sobre l'extrem nord i nord-est.